# Шилик
Шилик (на казахски: Шілік) е река в Алматинска област на Казахстан ляв приток на Или. Дължина 245 km. Площ на водосборния басейн 4980 km².

## Описание
Река Шилик води началото си под името Джангърък от ледник по южния склон на тяншанския хребет Заилийски Алатау, на 3940 m н.в. В горното си течение, на протежение около 90 km тече в източна посока в дълбока и тясна, на места каньоновидна долина между тяншанските хребети Заилийски Алатау на север и Кунгей Алатау на юг. След устието на десния си приток Сатъ, излиза от планините, завива на север и навлиза в обширната Илийска долина. В района на село Масак се разделя на два ръкава Улхун-Шилик (ляв, по-малък) и Кур-Шилик (десен, по-голям), чрез които се влива от юг в Капчагайското водохранилище на река Или, на 476 m н.в. Основни притоци: леви – Жинишке, Саръбулак, Асъ; десни – Тулкисай, Каракия, Катърган, Талдъ, Курмектъ, Калъсай, Сатъ, Кайъндъ. Има предимно ледниково-снежно подхранване, с ясно изразено пролетно (от април до юни) пълноводие. Среден годишен отток на 63 km от устието 32,2 m³/sec. Голяма част от водите ѝ се използват за напояване и за производство на електроенергия (Бартогайско водохранилище). По течението ѝ са разположени около 20 предимно малки населени места.

## Галерия
- Каньон на река Шилик, май 2013 г.
- Каньон на река Шилик, май 2013 г.
- Каньон на река Шилик, май 2013 г.
- Бряг на река Шилик с пещера, май 2013 г.
- Каньон на река Шилик, май 2013 г.

## Топографски карти
- Лист от карта K-43-Б.
- Лист от карта K-44-А.